# Narcis Crețulescu
Narcis Crețulescu (n. 3 decembrie 1835 în Costești, Botoșani — d. 1913) a fost un episcop ortodox român.
S-a născut în familia unui preot. Intră în obștea mânăstirii Neamț în anul 1850, unde urmează cursurile Seminarului monahal între anii 1855-1859, continuând la seminarul superior de la Socola în perioada 1861-1866, frecventează un an cursurile Facultății de Litere din Iași, între anii 1866-1867.
Se călugărește, în anul 1859, la mânăstirea Neamț, primind numele Narcis, fiind hirotonit ierodiacon în anul 1863 și ieromonah în anul 1867.
În perioada 1867-1880 este preot militar și profesor de limba și literatura română la diferite școli din Brăila, Ismail, București și Iași.
Este hirotesit protosinghel în anul 1874 și arhimandrit în anul 1880,  fiimd egumen al Mânăstirii Sf.Sava din Iași între anii 1877-1880.
În 1881 este hitotonit arhiereu titular al Moldovei,cu titlul ,,Botoșăneanul" ,ocupând și postul de profesor.
Din 1880 este director al Seminarului din Huși până în 1886, când demisionează.
În decembrie 1886 demisionează din toate funcțiile și se retrage la mânăstirea Neamț, unde a trăit până la sfârșitul vieții, iar între anii 1902 și 1909 este stareț al mânăstirii.
A încetat din viață pe 1 martie 1913, la Mânăstirea Neamț.